# Antičke Olimpijske igre
Antičke Olimpijske Igre ili Olimpijske igre (starogrčki Ολυμπιακοί Αγώνες Olympiakoi Agones) bile su serija atletskih natjecanja između različitih gradova-država Stare Grčke. Počele su 776. g. pr. Kr. u Olimpiji u Grčkoj, te se održavale do 393. g.
Pravi izvori o nastanku antičkih Olimpijskih igara su izgubljeni u vihorima stoljeća, ali postoje brojne legende i predaje o njihovom nastanku. Jedna legenda govori da je Igre ustanovio sam Zeus kao proslavu svoje pobjede, u bitci za vrhovništvom, nad ocem Kronom. Druga kaže da je Heraklo, rimski: Herkul, jednom pobijedio na utrci u Olimpiji pa je odlučio da se na taj spomen svake 4. godine održavaju takve utrke.
Osim Igara u Olimpiji onog doba održavale su se i druge slične Igre. To su bile Pitijske, Nemejske i Istmijske Igre, ali su Olimpijske igre, spletom političkih okolnosti, nadvladale 572. godine prije Krista. Sve te priče u svezi sa starovjekovnim Igrama dovode nas u vezu sa starogrčkim pojmom Olimpijskog primirja, kada su, prema legendama, grčke državice prekidale međusobna neprijateljstva za vrijeme trajanja Igara. A prvi vjerodostojan zapis o održavanju Igara u Olimpiji datira iz 776. godine pr. Kr., premda nije sigurno jesu li to bile i prve Igre u staroj Grčkoj. Neki povjesničari su skloni zaključiti da su se slična natjecanja sporadično održavala čak i od 13. st. prije Krista. Isprva su Igre bile uglavnom događaj lokalnog značaja, a do 14. starovjekovnih Olimpijskih igara održavala se samo jedna disciplina – utrka na 1 stadij (nešto manje od 185 m). Onda je dodana utrka na 2 stadija, a prva dugoprugaška utrka, na 24 stadija (oko 4420 m), održana je 720. prije Krista. Baš uz te Igre vezana je i jedna zanimljivost. Isprva su se športaši natjecali odjeveni, u laganu športsku opremu, kao danas. A onda su, na tim Igrama, tijekom utrke, jednom trkaču – spale hlačice i nastavio je trčati gol. To su ostali atletičari ubrzo objeručke prihvatili pa su se natjecatelji od tada natjecali goli.
Ubrzo se je počeo povećavati i broj športova: 748. godine uveden je pankraton (kombinacija boksa i hrvanja), 708. klasično hrvanje i petoboj, 688. šakanje (kao današnji boks), 680. godine utrke kočija, itd, itd.  Bilo kako bilo, (Olimpijske) Igre postaju sve važniji momenat u povijesti stare Grčke, dostižući svoj vrhunac tijekom 6-og i 5-og stoljeća prije Krista.
Olimpijske su igre imale i velik vjerski značaj, održavane su u slavu vrhovnog boga Zeusa kojemu je podignut veličanstveni kip u Olimpiji. Broj disciplina ubrzo je narastao do dvadesetak, a same su se Igre održavale nekoliko dana. Olimpijski su pobjednici uskoro postali osobe sveopćeg poštovanja, prilikom povratka u rodni grad, ako je trebalo, rušili su se i dijelovi gradskih bedema da da bi s pratnjom mogli ući, te bi bili ovjekovječeni kroz pjesme, predaje i podizali bi im se kipovi, a njihovi uspjesi bili su i materijalno nagrađivani (raznorazne povlastice, oslobođenje od poreza, itd). Ustalio se ritam održavanja Igara – svake četiri godine, a vrijeme između prošlih i budućih Igara prozvan je Olimpijadom. Stari su Grci ta razdoblja – Olimpijade rabili i kao jednu od metoda brojanja godina.
Igre su polako gubile važnost tijekom Rimske vladavine nad Grčkom iako su i tada imale veliki ugled i značaj. S jačanjem kršćanstva, a pogotovu kad je ono postalo državnom religijom (391. godine) Olimpijske igre su sve više smatrane slavljenjem poganskih božanstava i ostatcima poganskih obreda, pa je konačno 393. godine Rimski car Teodozije ukinuo Olimpijske igre, zaključujući tako gotovo 12-stoljetnu povijest ovog športskog događanja.

## Vanjske poveznice
- The Ancient Olympic Games Virtual Museum (requires registration)
- Ancient Olympics  Arhivirana inačica izvorne stranice od 11. svibnja 2011. (Wayback Machine) (General and detailed information)
- The Ancient Olympics (A special exhibit)
- The Real Story of the Ancient Olympic Games  Arhivirana inačica izvorne stranice od 1. svibnja 2008. (Wayback Machine)
- The Original Olympic Movement Since 776 B.C.